# 好来浑迪
好来浑迪，是位于中华人民共和国内蒙古自治区中部的一条干河，根据《中国河湖大典·西北诸河卷》中的坐标位置及描述，好来浑迪起自乌兰察布市四子王旗查干补力格苏木准格热格南山顶，蜿蜒向北流，经准格热格洼地、呼和淖尔、艾格音淖尔、伊和德勒格尔淖尔、达日巴盖、锡林郭勒盟苏尼特右旗额仁淖尔苏木沙日善达、宝楞、浩来浑迪等地，最后于二连浩特市格日勒敖都苏木德勒必以东汇入沙尔推饶木洼地。河长71.7千米，集水面积1031.95平方千米，河道平均比降2.2‰。全河大部分为干河，河道不明显，沿途洼地分段截流，只有下游一段的河水可以汇入沙尔推饶木洼地。
在2021年四子王旗人民政府发布河湖管理范围划定成果的公告中，划定的好来浑迪起自查干补力格苏木白音布力格嘎查温多尔哈布其勒东南，管理范围边界线长度为212.3千米（左岸106.4千米，右岸105.9千米），面积15.1平方千米。